# Hermann Pöschel

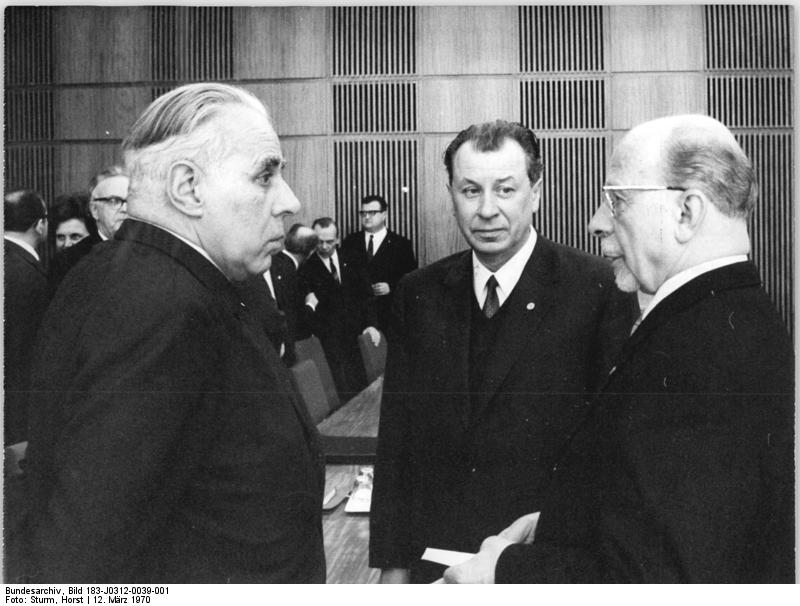
Besprechung im DDR-Staatsrat März 1970: v. r. n. l. Walter Ulbricht, Forschungsreferent Hermann Pöschel und Horst Peschel, Kammer der Technik

Hermann Pöschel (* 28. September 1919 in Zeitz; † 30. Dezember 2007 in Berlin) war ein deutscher Funktionär und Politiker der SED in der DDR.

## Leben
Der Sohn eines ungelernten Arbeiters absolvierte nach dem Besuch der Mittelschule von 1935 bis 1938 eine Berufsausbildung zum Schlosser. Im Anschluss studierte er an der Höheren Technischen Lehranstalt Magdeburg und war danach von 1940 bis 1945 Versuchsingenieur bei den Junkers-Flugzeugwerken (JFM) in Dessau.
Nach dem Ende des Zweiten Weltkriegs arbeitete er als Schlosser, Vorarbeiter und Werkmeister in Dessau und trat 1945 zuerst der SPD bei, ehe er nach der Zwangsvereinigung von SPD und KPD 1946 Mitglied der SED wurde. Nachdem er von 1946 bis 1950 Technischer Leiter im VEB Kinderwagenfabrik Zeitz war, studierte er 1951 an der Landes-Parteischule der SED in Ballenstedt. Danach war er kurze Zeit Abteilungsleiter bei der Regierung von Sachsen-Anhalt und danach zwischen 1952 und 1953 beim Rat des Bezirkes Halle.
1953 wechselte er als Mitarbeiter in die Abteilung Maschinenbau des ZK der SED und war dort erst Instrukteur, ehe er 1954 Sektorenleiter und schließlich 1956 stellvertretender Abteilungsleiter wurde. Nachdem er von 1958 bis 1961 Leiter der Arbeitsgruppe Forschung, technologische Entwicklung und Investitionspolitik des ZK der SED war, wurde er 1961 Leiter der Abteilung Forschung und technologische Entwicklung des ZK der SED und behielt diese Funktion bis zur Auflösung der SED im Dezember 1989. 1962 wurde er erstmals mit dem Vaterländischen Verdienstorden (VVO) ausgezeichnet und erhielt 1963 zudem erstmals das Banner der Arbeit.
1963 wurde er Kandidat des ZK der SED und 1964 erneut mit dem VVO ausgezeichnet. Er war daneben von 1966 bis 1971 als Leiter der Arbeitsgruppe Wissenschaft und Technik Mitglied des Strategischen Arbeitskreises beim Politbüro sowie von 1967 bis 1989 Mitglied des ZK der SED.
Nachdem er 1969 abermals mit dem Banner der Arbeit geehrt wurde, erhielt er 1975 sowohl zum dritten Mal den VVO als auch erstmals den Kampforden „Für Verdienste um Volk und Vaterland“. Als es im August 1977 verstärkt zum Schwarzhandel durch polnische Staatsangehörige kommt, erhielt er vom ZK der SED den Auftrag zu prüfen, wie die im Schwarzhandel angebotenen Gegenstände (Seidentücher, Damenpullis, Jeanskleidung, Gasfeuerzeuge, Schallplatten, Lutscher und Kaugummi) in der DDR produziert und angeboten werden können, während Hermann Axen, Mitglied des Politbüros, den Auftrag erhält, mit dem ZK der über „Gegenmaßnahmen“ gegen den Schwarzhandel zu sprechen.
1979 wurde ihm die Ehrenspange zum VVO verliehen sowie 1981 abermals der Kampforden „Für Verdienste um Volk und Vaterland“. Am 26. Mai 1981 wurde er Mitglied der Kaderkommission beim Sekretariat des ZK der SED, der neben ihm noch Erich Honecker und die ZK-Abteilungsleiter Horst Dohlus, Johannes Hörnig, Bruno Kiesler und Fritz Müller angehörten. Zuletzt wurde Pöschel 1984 mit dem Karl-Marx-Orden sowie 1989 zum vierten Mal mit dem VVO ausgezeichnet.

## Veröffentlichungen
- Probleme der Standardisierung in der DDR: Die Zusammenarbeit der sozialistischen Länder auf dem Gebiet der Standardisierung. Lektion am 6. Dezember 1960 vor dem 7. Dreijahreslehrgang an der Parteihochschule „Karl Marx“ beim ZK der SED, Berlin 1961.
- Leitung von Forschung und Technik und wissenschaftlicher Meinungsstreit: Die Verteidigung von Aufgaben und Ergebnissen der wissenschaftlich-technischen Arbeit – eine wichtige Methode im Kampf um den wissenschaftlich-technischen Höchststand, Berlin 1964.
- Erhöhung der ökonomischen Wirksamkeit von Wissenschaft und Technik: Aufgaben und Erfahrungen der Parteiorganisationen, Berlin 1984.